# 古植物学
古植物学（こしょくぶつがく 英:Paleobotany , Paleophytology ,Palaeo- とも）は、古生物学の一分野であり、地質記録（化石など）からの植物の復元と同定を行う学問。古植物学の意義は、一つには生物学的な面から過去の環境の復元することによって古地理学に貢献することである。また、植物の進化史を明らかにする。植物の進化は生物一般の進化にも関係してくる。古植物学には、古代の陸上植物だけではなく、海棲光合成独立栄養生物（つまり藻類や海藻類）の研究も含まれる。胞子や花粉の化石の研究である花粉学と関係が深い。
古植物学は、古代の生態系を再構成する古生態学や、気候を再構成する古気候学においても重要である。また、緑色植物（陸上植物）の発生・進化研究の基礎となる。また、プラント・オパールから相対年代を決定する方法や、古代の民俗植物学の研究など、考古学の分野でも重要性が増している。

## 植物の進化
真の維管束植物と確認できる最古のものは、古生代のシルル紀の顕微鏡的な化石記録である。またオマーンのオルドビス紀の岩石からは、いくつかの分散的・断片的な胞子と外皮の化石が発見されている。これらは所属不明で、原始的である。蘚苔類段階の絶滅植物のものであろうと考えられている。

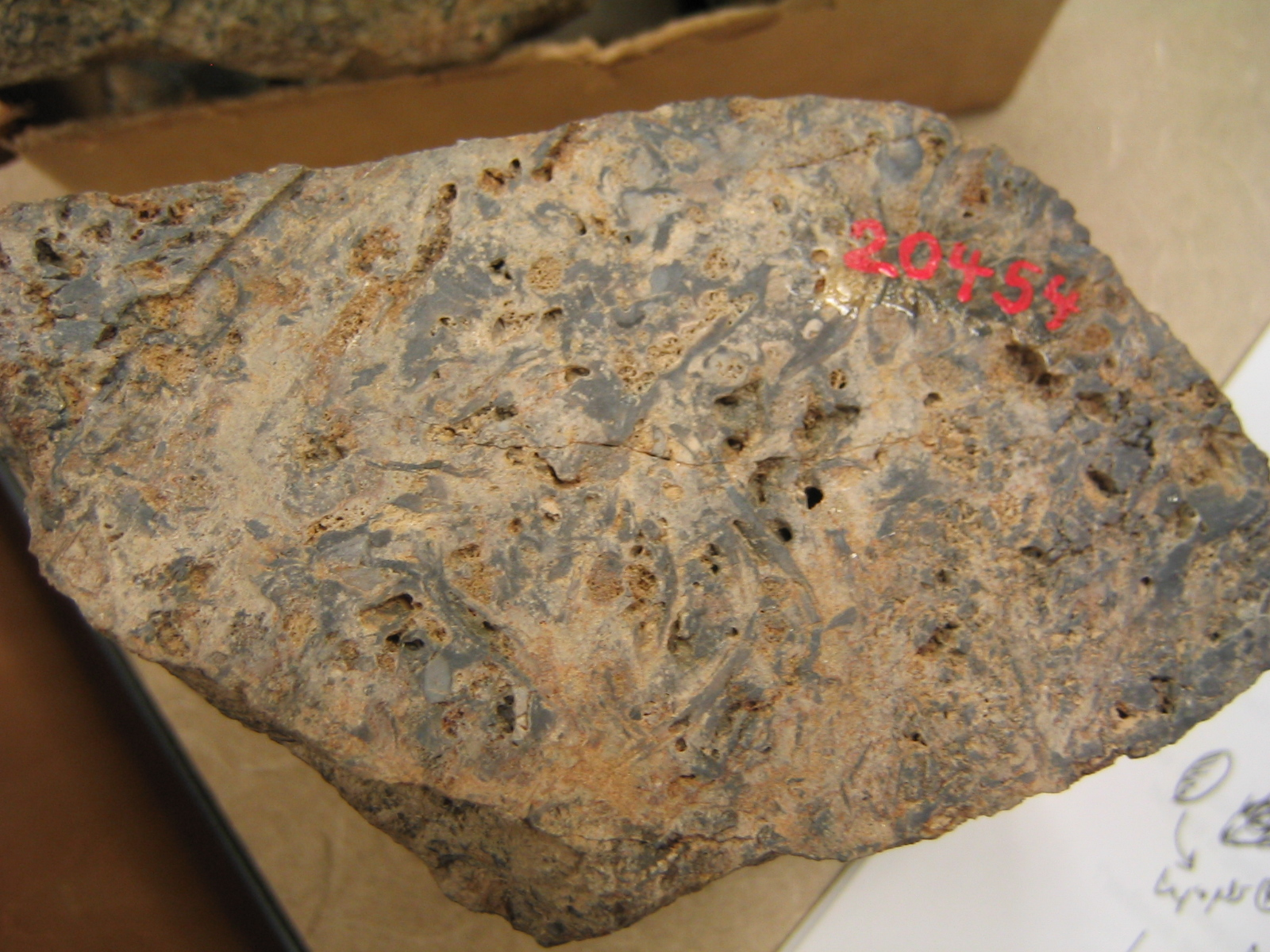
スコットランドの前期デボン紀地層ライニーチャートから出土したサンプル。

初期の陸上植物化石の産地としては、スコットランドのRhynie村の村外れで発見されたライニーチャート（en:Rhynie chert）がある。ライニーチャートは前期デボン紀の鉱泉沈殿物（珪華）であり、ケイ酸を主成分とする。ここの化石は保存状態が極めて良好であり、苔類やヒカゲノカズラ類、さらに不明な種類まで、多種の植物が保存されている。ライニーチャートからは、甲殻類・鋏角類などの節足動物も発見されており、初期陸上生物についての得難い窓となっている。
植物由来の肉眼的な化石が豊富になるのはデボン紀後期になってからであり、樹幹、葉、根などが見つかる。最も初期の木はアーキオプテリスである。これには、原始的なシダ様の葉があり、それがらせん状葉序で枝から生えていて、その枝は針葉樹のような幹の上部に付いていた。
北米とヨーロッパには、石炭紀の湖沼堆積石炭層が広く分布している。これには化石記録が豊富に含まれており、30m高になる樹木性ヒカゲノカズラ類リンボク、裸子植物やシダ種子類などの種子植物、また草本植物などが数多く発見されている。
被子植物は中生代に進化し、その花粉と葉の化石が現れるのは1億3000万年前の白亜紀初期である。

## 植物化石
植物化石とは、太古に生存していた植物の部分が保存されたものである。数百万年前の印象化石、あるいはわずか数百年前の木炭なども含まれる。先史時代（prehistoric）の植物とは、文字記録が残る以前（およそ 3500BC 以前）の様々な植物のことである。

### 植物化石の種類

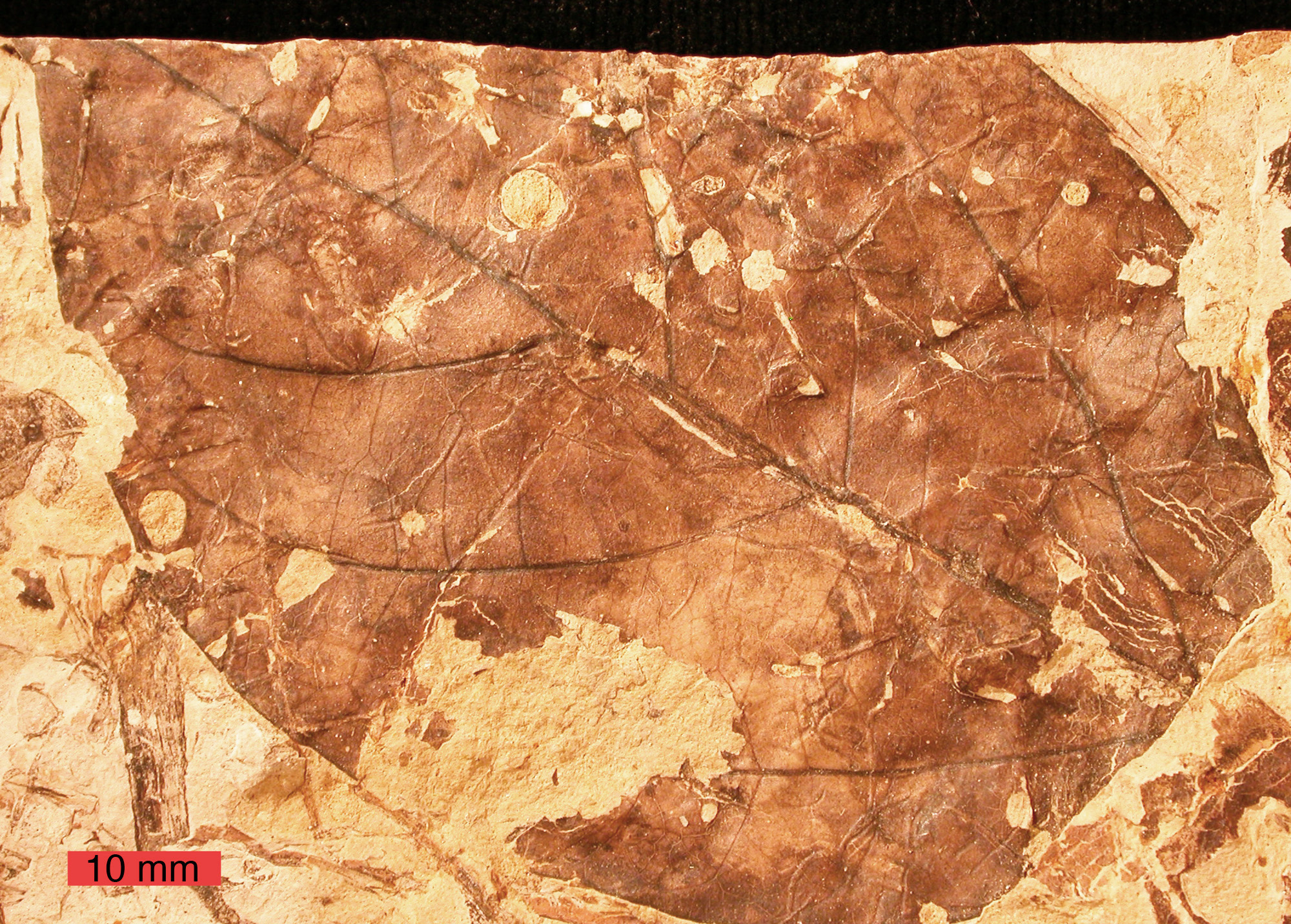
Viburnum lesquereuxii の葉の化石。昆虫の食害痕がある。Dakota 砂岩（白亜紀）:en:Ellsworth County, Kansas. スケールは10mm。

植物化石のうち、発見頻度が多いものに圧縮化石（en:compression fossil）がある。これは、葉など平たい部分が、堆積物の層のあいだで圧縮されたもので、しばしば炭化されたフィルムとして残る。また、化石化した花粉や胞子なども、太古の湖底跡や木炭からよく見つかる。石炭はそれらよりは珍しいが、経済的に重要である。石炭はおもに石炭紀の沼に生えていた植物に由来している。
植物化石の中でも特に壮観なものが珪化木である。

### 形態群
植物の化石は動物の化石と多くの点で異なる。違いの原因の一因は植物の構造にある。動物は特定の器官を備えて発達する。幼体も成体も器官は同じで、数や配置は固定されている。変態を行う動物の場合でも、頭は一つであり、一定の体の構造で発生する。これに対し、植物は生育期間を通じて新しい枝・葉などを生やす。これらの部分は事故がなくても植物本体から落ちたりする。このため、植物化石はしばしば葉、枝、花粉などの断片的なものになる。
葉・茎・胞子・種などの化石が、それが発生した植物本体と別々に発見されることがままある。このため古植物学者は、これらを分類し名前をつけるために、形態群（form taxa, 単数はform taxon）として扱う。後に、別々に名付けられた複数の化石が同一であると判明した時は、これらの形態群は統合される。たとえば、1960年代に葉の化石Archaeopteris（「古代のシダ」の意味）が、樹木の化石Callixylonに付いていたことが判明した。この植物は現在では、シダ状の葉に、裸子植物的な幹があったと考えられている。
いくつかの形態群は、その正体が明らかになった後でも使用され続けることがある。これは、どの部分の化石が見つかったかすぐわかるためである。特に、その化石が複数の種のどれに属するかわからない時がある。Sphenopterisと形態群名が付けられた葉の化石は、シダ類のものの場合と種子植物のものの場合がある。通常、単独の化石からは、どちらに属するか判定できない。

## 化石植物

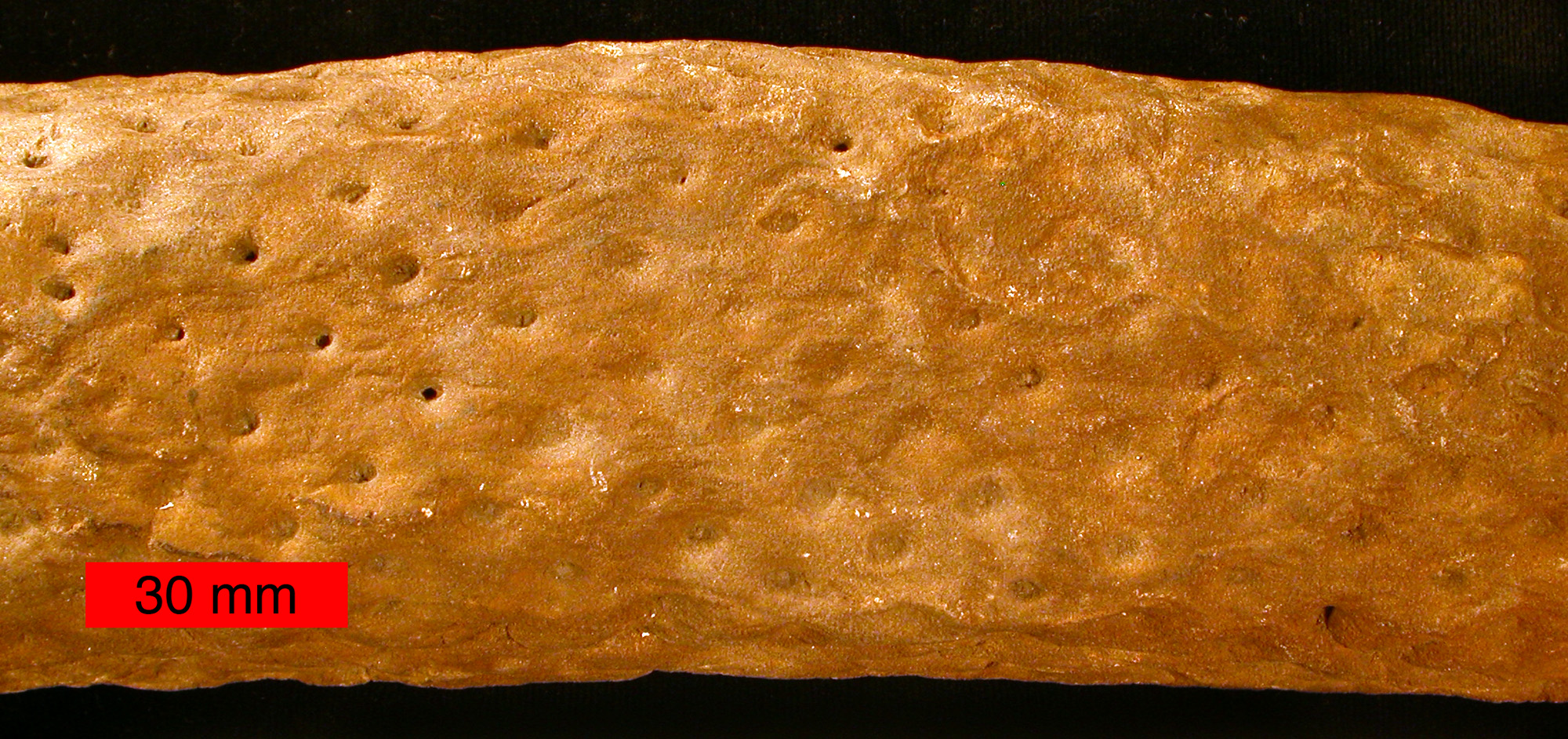
Stigmaria（複数種の木の根につけられた形態群名）。後期石炭紀、オハイオ州北東部。

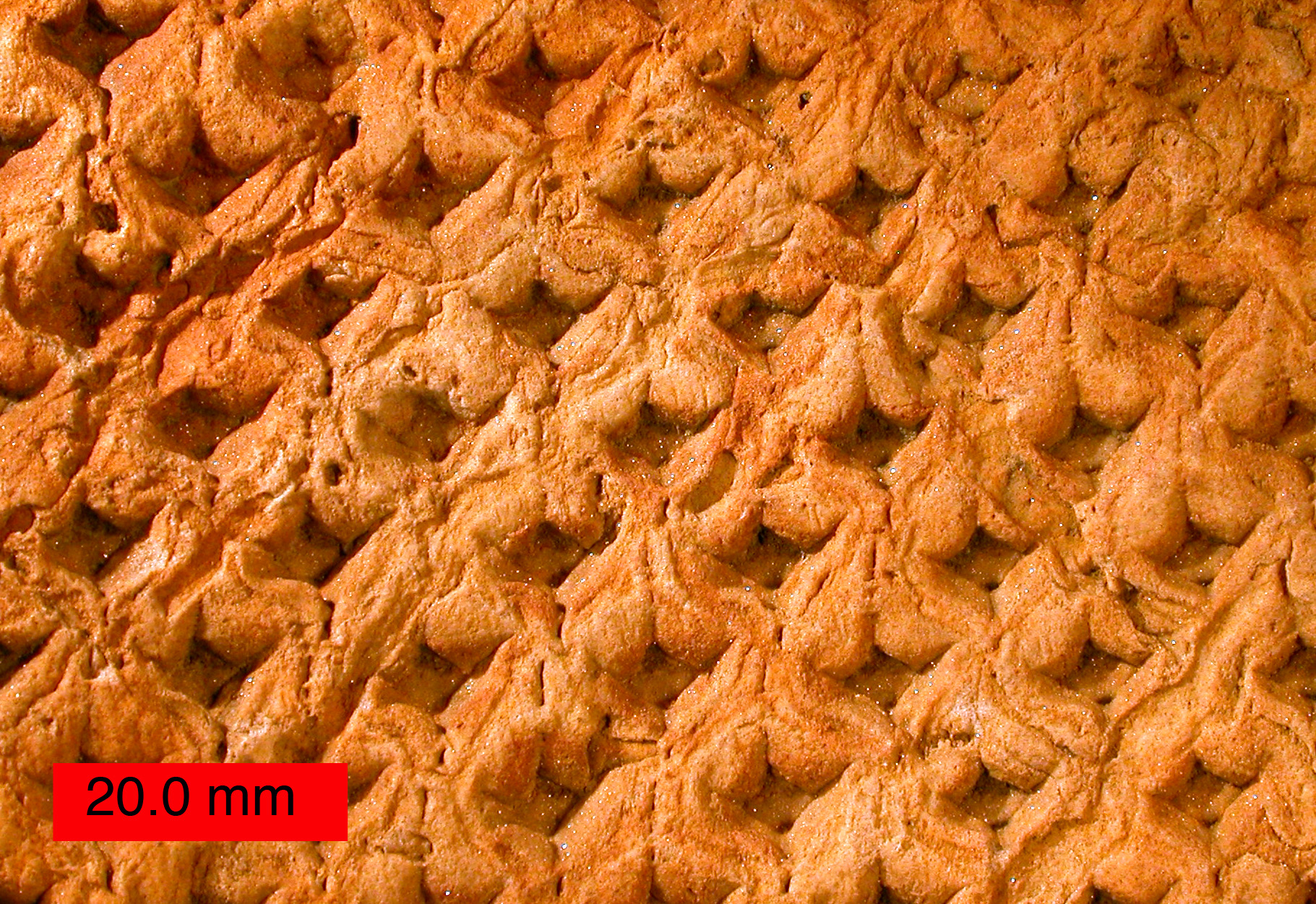
Lepidodendronの印象化石。後期石炭紀、オハイオ州。

いくつかの植物は、ほとんど変化をせずに地質学的な時間を生き延びている。初期のシダは石炭紀前期、針葉樹は石炭紀後期に発達した。先史時代の植物の中には、イチョウやコウヤマキなど、「生きている化石」として生存しているものがある。それ以外の植物は、すっかり変化したか、絶滅してしまったかのどちらかである。
絶滅した植物一覧も参照のこと。

## 著名な古植物学者
- en:Edward W. Berry (1875-1945), 古生態学と植物地理学の研究。
- コンスタンティン・フォン・エティングスハウゼン (1826-1897), 第三紀植物相の研究。
- ダキンフィールド・ヘンリー・スコット (1854–1934), 化石植物構造の分析。
- カシュパル・マリア・シュテルンベルク (1761–1838), 「古植物学の父」と言われる。
- en:Jack A. Wolfe (1936–2005) 北アメリカ西部の第三紀の古気候の研究。

## 参考資料
- Brigitte Meyer-Berthaud, S.E. Scheckler, J. Wendt, "Archaeopteris is the Earliest Modern Tree." Nature, 398, 700-701 (22 April 1999) | doi:10.1038/19516
- Charles H. Wellman, Peter L. Osterloff and Uzma Mohiuddin, "Fragments of the Earliest Land Plants." Nature, 425, 282-285 (18 September 2003) | doi: 10.1038/nature01884
- Jurassic Park plants Plants that lived when dinosaurs roamed the earth.

### 参考書
- Stewart, W.N. and Rothwell, G.W. 1993. Paleobotany and the evolution of plants, Second edition. Cambridge University Press, Cambridge, UK. ISBN 0-521-38294-7
- Taylor, T. N. and E. L. Taylor. 1993. The Biology and Evolution of Fossil Plants, Prentice-Hall, Inc., Englewood Cliffs, New Jersey, USA. ISBN 0-13-651589-4